# Walchereni hadjárat
A walchereni hadjárat egy sikertelen brit expedíció volt Hollandiában 1809-ben, azzal a céllal, hogy egy frontot nyissanak az osztrák birodalom megsegítésére az ötödik koalíciós háború idején.
Körülbelül 40 000 katona, 15 000 ló, tábori tüzérséggel és két ostromjárművel kelt át az Északi-tengeren és szállt partra Walcherennél július 30-án. Ez volt az év legnagyobb brit expedíciója, a nagyobb, mint a portugál félszigeten harcoló brit erő. A hadjáratban csak kis harcokra került sor, de súlyos veszteségeket okozott az a betegség, amit népnyelven „Walcheren-láz”-nak neveztek. Több mint 4000 brit katona halt meg (ebből csak 106 csatában), valamint a többit visszavonták 1809. december 9-én.
A hadjárat elsődleges célja  az volt, hogy megsemmisítse a francia flottát, de a Flushing-nál tervezett invázió enyhítene a keményen szorongatott osztrákokon is.  Azonban a wagrami csata már a hadjárat megkezdése előtt lezajlott, és az osztrákok már elveszítették a háborút.
A szárazföldi erőket John Pitt, Chatham második earl-je vezette, míg a haditengerészetet Sir Richard Strachan irányította.  Első lépésként, a britek  elfoglaltak a Schelde folyó torkolatában egy mocsaras szigetet Walcherennél , valamint a Dél-Beveland szigetet (mindkettő a mai Hollandia területén található).  A brit csapatok hamar elkezdtek szenvedni a maláriától, egy hónapon belül több mint 8 000 esetben fordult elő lázas megbetegedés. Az egészségügyi rendelkezések elégtelennek bizonyultak, annak ellenére, hogy egy francia megszálló erő 80%-át elveszítette néhány évvel korábban, a betegség miatt.
A francia és szövetséges holland erők parancsnoka Jean-Baptiste Bernadotte tábornok volt, aki éppen kegyvesztett lett a wagrami csatában elkövetett parancsszegése miatt. Miután Napóleon elbocsátotta a Grande Armée-ből, Bernadotte visszatért Párizsba, ahonnan a Miniszterek Tanácsa elküldte Hollandia védelmére.  Ő megfelelő parancsnok volt a posztra, és bár a britek augusztus 15-én elfoglalták Flushinget és a környező városokat, már Antwerpenbe rendelte a francia flottát  és nagymértékben megerősítette a várost. A fő célt a britek nem érhették el, az expedíciót lefújták szeptember elején. Mintegy 12 000 katona tartózkodott Walcherenben, de októberben csak 5500 volt alkalmas szolgálatra.
A brit kormány csaknem 8 millió font sterlinget költött a hadjáratra. Összesen 4000 katona halt meg a hadjárat során, még 1810 februárjában hadseregük még mindig csaknem 12 000 beteget számlált, és sokan mások is folyamatosan legyengültek. Ezeket küldték aztán a félszigeti háborúba, hogy csatlakozzanak Wellington herceg hadseregéhez, ez okozta aztán az ottani beteglisták megduplázódását.

## Fordítás
- Ez a szócikk részben vagy egészben  a   Walcheren Campaign című angol Wikipédia-szócikk fordításán alapul.  Az eredeti cikk szerkesztőit annak laptörténete sorolja fel. Ez a jelzés csupán a megfogalmazás eredetét és a szerzői jogokat jelzi, nem szolgál a cikkben szereplő információk forrásmegjelöléseként.